# Miquel d'Alentorn i de Salbà
Miquel d'Alentorn i de Salbà, abat d'Amer i de Roses. Va ésser nomenat President de la Generalitat de Catalunya el 22 de juliol de 1635.

## Biografia
Era fill d'Alexandre d'Alentorn i de Botella, senyor de Seró, i d'Àngela de Salbà i de Montmany. Era oncle d'Onofre d'Alentorn i de Mir, membre del braç militar el 1640. Els fills d'aquest, Onofre i Valerià d'Alentorn i Bullfarines varen assistir pel braç militar a les Corts de Barcelona (1701) i 1705.	
Va exercir el càrrec de president amb Francesc de Llupià de la vila de Perpinyà pel braç militar, i Pere Prats, ciutadà de Girona, pel braç reial. Prats morí el 31 d'agost del 1636 i el rellevà Pere Joan Fortuno, ciutadà de Tortosa. Durant el seu trienni al front de la Generalitat es va recuperar la capitalitat del virregnat que, com a càstig, havia estat traslladada a Girona entre 1635 al 1637.
El comte-duc d'Olivares, Gaspar de Guzmán, insistí d'iniciar la guerra contra França des de terres catalanes. Per això els catalans havien de pagar el seu exèrcit, subministrar-los menjar, dormir i tot el que demanessin, i pagar nous impostos il·legals per sobre dels drets de la Generalitat. Era la guerra freda que instaurà Felip IV per ordre del compte-duc d'Olivares. Qui no pagava seria saquejat, empresonat i enviat a galeres.